# Chinesische Buche
Die Chinesische Buche (Fagus sinensis) ist eine Pflanzenart aus der Gattung der Buchen (Fagus) in der Familie der Buchengewächse (Fagaceae). Sie kommt im zentralen und südlichen China sowie dem nördlichen Vietnam vor.

## Beschreibung

### Vegetative Merkmale
Die Chinesische Buche wächst als sommergrüner Baum, der Wuchshöhen von bis zu 25 Metern erreichen kann. Die Winterknospen sind bis zu 2 Zentimeter groß.
Die wechselständig an den Zweigen angeordneten Laubblätter sind in Blattstiel und Blattspreite gegliedert. Der Blattstiel ist 1 bis 3,5 Zentimeter lang. Die einfache Blattspreite ist bei einer Länge von 9 bis 15 Zentimetern ei- bis länglich-eiförmig mit einer breit keilförmigen bis annähernd abgerundeten Spreitenbasis und spitzen oder zugespitzten Spreitenspitze. Die Spreitenränder sind ausgebuchtet und gesägt. Die etwas glauke Blattunterseite ist dicht und fein behaart, während die Blattoberseite unbehaart ist. Vom Hauptnerv gehen auf jeder Seite 9 bis 15 Seitennerven ab, welche jeweils in einem kleinen Zahn am Blattrand enden.

### Generative Merkmale
Die Chinesische Buche ist einhäusig-getrenntgeschlechtig (monözisch). Der Blütenstiel ist 1 bis 10 Zentimeter lang. Die Blütezeit erstreckt sich in China von April bis Mai.
Die flaumig behaarten Fruchtbecher (Cupula) sind 2 bis 2,5 Zentimeter lang und enthalten eine Nussfrucht, welche gleich groß oder etwas kleiner als der Fruchtbecher ist. Die Bucheckern besitzen an der Spitze kleine Flügel und reifen in China von August bis in den Oktober hinein.

## Vorkommen
Das natürliche Verbreitungsgebiet von Fagus sinensis liegt im zentralen und südlichen China sowie dem nördlichen Vietnam. Es umfasst in China die Provinzen Anhui, Fujian, Guangdong, Guangxi, Guizhou, Hubei, Hunan, Jiangxi, Shaanxi, Sichuan, Yunnan und Zhejiang.
Man findet Fagus sinensis in China in Höhenlagen von 300 bis 2400 Metern. Sie wächst dort an Berghängen in immergrünen Wäldern sowie in mäßig feuchten Mischwäldern.

## Taxonomie
Die Erstbeschreibung als Fagus sinensis erfolgte 1890 durch Daniel Oliver Hooker's Icones Plantarum, Nummer 20, Seite 1936. Synonyme für Fagus sinensis Oliv. sind Fagus sylvatica var. longipes Oliv., Fagus longipetiolata Seemen, Fagus tientaiensis Liou, Fagus brevipetiolata Hu, Fagus bijiensis Y.T.Wei & Y.T.Chang sowie Fagus clavata Y.T.Chang.